# Duca di Berwick
Duca di Berwick (in spagnolo: Duque de Berwick) è un titolo creato nella parìa d'Inghilterra il 19 marzo 1687 per James Fitz-James, figlio illegittimo di Giacomo II e VII, re d'Inghilterra, Scozia e Irlanda, e della sua amante Arabella Churchill. Il nome del titolo fa riferimento alla città di Berwick-upon-Tweed nella contea di Northumberland, ai confini con la Scozia. Unitamente al titolo principale furono creati due titoli sussidiari di barone di Bosworth, nella contea del Leicestershire, e conte di Tinmouth. Il duca di Berwick e la sua famiglia sono dunque gli unici discendenti maschili in linea diretta del re Giacomo II e VII ancora in vita. Il primo duca di Berwick si sposò due volte. Suo figlio nato dal primo matrimonio, secondo duca di Berwick, si stabilì in Spagna, dove è fiorente la maggior parte dei suoi discendenti. I figli nati dal secondo matrimonio si stabilirono invece in Francia.

## Storia
Dopo la Gloriosa rivoluzione, James Fitz-James combatté al fianco di suo padre contro il nuovo re Guglielmo III e alla fine dovette seguirlo in esilio. I suoi titoli sono generalmente considerati revocati per alto tradimento tra il 23 febbraio e il 24 marzo 1695~1696. Le circostanze esatte della revoca dei titoli sono controverse, poiché il Parlamento inglese apparentemente non emise mai un corrispondente Writ of Attainder. Tuttavia, il duca fu giudizialmente dichiarato colpevole di alto tradimento e bandito dal tribunale dell'Old Bailey nel 1689~1690, il che implicava la restituzione alla corona inglese del titolo, così come i titoli sussidiari di conte di Tinmouth e barone di Bosworth.
Menzioni in altri documenti contemporanei suggeriscono che già intorno al 1695 fosse considerato un fuorilegge. Dunque, nonostante non sia considerato parte della parìa giacobita illegittima, il titolo è ancora teoricamente esistente per alcuni, sebbene dormiente, nella parìa d'Inghilterra e potrebbe essere richiesto per la reintegrazione dai legittimi eredi.
In esilio, il primo duca ottenne riconoscimento come comandante militare al servizio di Spagna e Francia. Filippo V di Spagna elevò James Fitz-James a duca di Berwick nel 1704, conferendogli anche la dignità di grande di Spagna, e dal 13 dicembre 1707, quando Filippo V confermò il titolo oltre a conferigli anche quello di duca di Liria e Xérica, il duca di Berwick fece anche parte della nobiltà spagnola.
I titoli furono riconosciuti in Francia come parìe giacobite de facto da Luigi XIV di Francia, per compiacere l'esiliato Giacomo II e VII, insieme ad altre parìe giacobite riconosciute in Francia, come il duca di Perth, il duca di Melfort. James Fitz-James fu elevato nel 1710 a duc de Fitz-James e pari di Francia. Il titolo francese si estinse il 19 gennaio 1967.
Il titolo inglese venne ereditato dal nipote del decimo duca, don Fernando Fitz-James Stuart y Saavedra (*1922 †1971), diciannovesimo duca di Peñaranda de Duero, e successivamente dal figlio di Fernando, don Jacobo Fitz-James Stuart y Gómez (*1947), ventesimo duca di Peñaranda de Duero, che è divenuto il dodicesimo duca di Berwick nel 1971. L'erede del ducato è il fratello minore del dodicesimo duca, don Luis Fitz-James Stuart y Gómez (*1950), quattordicesimo marchese di Valderrábano. Secondo la regola inglese della primogenitura maschile, poiché Jacobo e suo fratello Luis non hanno discendenti maschi, si prevede che il titolo della parìa inglese verrà estinto.
Il titolo spagnolo, con la dignità di grande di Spagna che lo accompagna, segue le regole di successione di quel paese. Storicamente, i titoli nobiliari spagnoli hanno seguito la regola della primogenitura maschile preferenziale, che permette a una femmina di succedere se non ha fratelli viventi né fratelli deceduti che abbiano lasciato discendenti legittimi sopravvissuti. Con la morte del decimo duca di Berwick nel 1953, la sua unica figlia, doña Cayetana Fitz-James Stuart (*1926 †2014), diciottesima duchessa d'Alba, gli succedette nei titoli spagnoli, incluso il ducato spagnolo di Berwick. Morendo Cayetana nel 2014, il ducato è passato al figlio maggiore, don Carlos Fitz-James Stuart y Martínez de Irujo.

## Duchi di Berwick
| Ordinale | Nome             | Ritratto | Periodo   | Nascita        | Ascendenza                                                | Matrimoni                              | Morte                    |
| -------- | ---------------- | -------- | --------- | -------------- | --------------------------------------------------------- | -------------------------------------- | ------------------------ |
| I        | James Fitz-James |          | 1687–1695 | 21 agosto 1670 | padre: Giacomo II d'Inghilterra madre: Arabella Churchill | (I) Honora de Burgh (II) Anne Bulkeley | 12 giugno 1734 (63 anni) |

## Duchi giacobiti di Berwick (linea Inghilterra)
| Ordinale | Nome                              | Ritratto | Periodo   | Nascita          | Ascendenza                                                                      | Matrimoni                                | Morte                       |
| -------- | --------------------------------- | -------- | --------- | ---------------- | ------------------------------------------------------------------------------- | ---------------------------------------- | --------------------------- |
| I        | James Fitz-James                  |          | 1695–1734 | 21 agosto 1670   | padre: Giacomo II d'Inghilterra madre: Arabella Churchill                       | (I) Honora de Burgh (II) Anne Bulkeley   | 12 giugno 1734 (63 anni)    |
| II       | James Fitz-James                  |          | 1734–1738 | 21 ottobre 1696  | padre: James Fitz-James (I) madre: Honora de Burgh                              | Catalina Ventura Colón                   | 2 giugno 1738 (41 anni)     |
| III      | James Fitz-James                  |          | 1738–1785 | 28 dicembre 1718 | padre: James Fitz-James (II) madre: Catalina Ventura Colón                      | Maria Teresa de Silva                    | 30 settembre 1785 (66 anni) |
| IV       | Carlos Fitz-James Stuart          |          | 1785–1787 | 25 marzo 1752    | padre: James Fitz-James (III) madre: Maria Teresa de Silva                      | Caroline zu Stolberg-Gedern              | 7 settembre 1787 (35 anni)  |
| V        | Jacobo Fitz-James Stuart          |          | 1787–1794 | 25 febbraio 1773 | padre: Carlos Fitz-James Stuart madre: Caroline zu Stolberg-Gedern              | Maria Tèresa de Silva y Palafox          | 3 aprile 1794 (21 anni)     |
| VI       | Jacobo José Fitz-James Stuart     |          | 1794–1795 | 3 gennaio 1792   | padre: Jacobo Fitz-James Stuart (V) madre: Maria Tèresa de Silva y Palafox      | –                                        | 5 gennaio 1795 (3 anni)     |
| VII      | Carlos Miguel Fitz-James Stuart   |          | 1795–1835 | 19 maggio 1794   | Jacobo Fitz-James Stuart (V) madre: Maria Tèresa de Silva y Palafox             | Rosalia Ventimiglia di Grammonte         | 7 ottobre 1835 (41 anni)    |
| VIII     | Jacobo Fitz-James Stuart          |          | 1835–1881 | 3 giugno 1821    | padre: Carlos Miguel Fitz-James Stuart madre: Rosalia Ventimiglia di Grammonte  | María Francisca de Sales de Portocarrero | 10 luglio 1881 (60 anni)    |
| IX       | Carlos Fitz-James Stuart          |          | 1881–1901 | 4 dicembre 1849  | padre: Jacobo Fitz-James Stuart madre: María Francisca de Sales de Portocarrero | María del Rosário Falcó y Osório         | 15 ottobre 1901 (51 anni)   |
| X        | Jacobo Fitz-James Stuart          |          | 1901–1953 | 17 ottobre 1878  | padre: Carlos Fitz-James Stuart madre: María del Rosário Falcó y Osório         | María del Rosario de Silva y Gurtubay    | 24 settembre 1953 (74 anni) |
| XI       | Fernando Fitz-James Stuart        |          | 1953–1970 | 24 gennaio 1922  | padre: Hernando Fitz-James Stuart madre: Carmen de Saavedra                     | María Isabel Gómez y Ruíz                | 20 luglio 1970 (48 anni)    |
| XII      | Jacobo Hernando Fitz-James Stuart |          | dal 1970  | 15 novembre 1947 | padre: Fernando Fitz-James Stuart madre: María Isabel Gómez y Ruíz              | Marta Gómez-Acebo Calonje                | vivente                     |

## Duchi giacobiti di Berwick (linea Spagna)
| Ordinale | Nome                          | Ritratto | Periodo   | Nascita        | Ascendenza                                                                   | Matrimoni                                                                   | Morte                       |
| -------- | ----------------------------- | -------- | --------- | -------------- | ---------------------------------------------------------------------------- | --------------------------------------------------------------------------- | --------------------------- |
| XI       | Cayetana Fitz-James Stuart    |          | 1953–2014 | 28 marzo 1926  | padre: Jacobo Fitz-James Stuart madre: María del Rosario de Silva y Gurtubay | (I) Luis Martínez de Irujo (II) Jesús Aguirre (III) Alfonso Díez Carabantes | 20 settembre 2014 (88 anni) |
| XII      | Carlos Juan Fitz-James Stuart |          | dal 2014  | 2 October 1948 | padre: Luis Martínez de Irujo y Artázcoz madre: Cayetana Fitz-James Stuart   | Matilde de Solís-Beaumont y Martínez-Campos                                 | vivente                     |